# Wrill

Wrill est un hebdomadaire de bande dessinée destiné à la jeunesse et dont les 245 numéros ont été publiés par la maison d'édition liégoise Gordinne de juillet 1945 à mai 1949. Une édition française moins épaisse est publiée à partir du no 187.
De nombreux auteurs français de renom y collaborent (Marijac, Étienne Le Rallic, Raymond Cazanave, Joseph Pinchon, Chott, Jacques Martin), associé à des auteurs belges (Raoul Thomen, Max Day, Charles Gilbert et Al Peclers), parfois amateurs.

## Histoire
À l'origine, Wrill le Renard est un personnage imaginé par Madeleine Charlier pour un livre jeunesse publié en 1942 par les éditions Chagor, dirigées par Albert Hammelin et hébergées dans l'imprimerie Gordinne pendant la Seconde Guerre mondiale. Albert Fromenteau est chargé de l'illustration. Autour d'Hammelin et Fromenteau, l'équipe présente Wrill dans des films d'animation, des adaptations en bande dessinée et des produits dérivés. Après-guerre, le succès de ces productions conduit au lancement de l'hebdomadaire Wrill, alimenté par d'anciens résistants et des personnes réfractaires au Service du Travail Obligatoire. Il est lancé vers le 5 juillet 1945.
Les lourdes dévaluations du franc français de 1946 à 1949 mettaient le prix de vente du périodique hors de portée du jeune lectorat français.
Le tirage hebdomadaire de Wrill et Capt'aine Sabord est incertain mais avoisine les 100 000 exemplaires.

## Séries publiées
- Les Aventures de Marius Jolivent - Le Fétiche vert  de Max Day sur un scénario de Madeleine Charlier du no 132 au no 140 et du no 142 au no 167[6]
- Bernard Chamblet, d'Étienne Le Rallic, 1945-1949[7].
- La Cité fantastique de Jacques Martin sous le pseudonyme commun Marleb du no 183 au no 1966[8]
- Jean Niguedouille d'Al Peclers du no 31 au no 46 et no 125 au no 140[9]
- Jo Bart de Max Day du no 83 au no 112[10]
- Mission spéciale de Valentin du no 21 au no 66[11],[12].
- Mustang de Charles Gilbert du no 1 au no 30, 1945[13]
- La Poisse de Charles Gilbert du no 91 au no 122[14]
- Roger la bagarre d'Al Peclers du no 1 au no 62[15]
- Le Secret de l'île de Charles Gilbert du no 168 au no 198[16]
- Texas Jim d'Al Peclers du no 67 au no 97 et du no 155 au no 183[17]
- Tommy Time de Max Day du no 1 au no 26[18]
- Wagram d'Albert Bailly du no 181 du 16 décembre 1948 au no 204 du 26 mai 1949[5].
- Wrill le Renard, d'Albert Fromenteau du no 1 au no 150[5].

#### Livres
: document utilisé comme source pour la rédaction de cet article.
- Dany Evrard et Michel Roland, Gordinne, éditeur Liégeois, pionnier de le bande dessinée, Liège, Deville Graphic, 1992 (présentation en ligne).
- Patrick Gaumer, « Wrill », dans Dictionnaire mondial de la BD, Paris, Larousse, 2010, 953 p., ill. ; 27 cm (ISBN 978-2-0358-4331-9 et 2-0358-4331-6, OCLC 920924930, présentation en ligne), p. 923-4. .
- Philippe Moins, « Wrill écoute la BBC, animation de l'ombre et ombres sur l'animation », dans Traits résistants. La Résistance dans la bande dessinée de 1944 à nos jours, Libel / Centre d'histoire de la résistance et de la déportation / Musée de la Résistance nationale, avril 2011 (ISBN 978-2-917-659-14-4), p. 130-145.
- Frans Lambeau, Dictionnaire illustré de la bande dessinée belge : de la libération aux fifties (1945-1950), Liège, Les Éditions de la Province de Liège, 2016, 327 p., ill. ; 27 cm (ISBN 9782390100294 et 2390100295, OCLC 949771202, présentation en ligne), p. 72, 159, 163, 174, 190, 195, 200, 247, 251, 282, 301, 309, 310-312. .

#### Périodiques
- Thierry Martens, « Le raz-de-marée de la Libération », Le Collectionneur de bandes dessinées, Éditions Mab et Éditions de l'Amateur, no 97,‎ automne 2002, p. 20 (ISSN 0151-4407).